# FM 산인
FM산인은 일본의 FM라디오 방송국으로 1986년 10월 1일 개국했으며 돗토리현과 시마네현에서 방송을 실시하고 있다. JFN에 가맹했으며 애칭은 V-air, 콜사인은 JOVU-FM이다.

## 개요
- 본사는 시마네현 마쓰에시에 있다.
- MegaNet 계열 외국어 FM 방송국을 제외하면 유일하게 광역방송을 실시하고 있는 FM 방송국으로 동서로 300Km이나 되는 돗토리·시마네현간의 거리에도 불구하고 초기에는 마쓰에 방송국과 돗토리·하마다 중계국밖에 설치하지 않았으며 지금도 일부 지역에서는 들을 수 없거나 음질이 나쁜 곳이 있다.
- Kiss-FM KOBE가 JFN에 가맹하기 전까지 효고현의 일부 지역에서도 청취자가 있었다.
- 마쓰에 방송국의 출력보다 하마다 중계국의 출력이 더 높은데 이는 하마다 중계국이 평지가 적은 지역에 있기 때문이다.
- 파칭코나 러브호텔 광고가 많이 방송되고 있다.

## 연혁
- 1986년 10월 1일 - 개국.
- 1995년 - FM 문자다중방송 시작.
- 2014년 3월 31일 - FM 문자다중방송 폐지.

## 주파수
| 송신소              | 송신소   | 주파수  | 출력 |
| ------------------- | -------- | ------- | ---- |
| 마쓰에 송신소       | 松江     | 77.4MHz | 500W |
| 돗토리 중계소       | 鳥取     | 78.8MHz | 500W |
| 하마다 중계소       | 浜田     | 86.6MHz | 1kW  |
| 오다 중계소         | 大田     | 82.1MHz | 10W  |
| 오치 중계소         | 邑智     | 80.7MHz | 100W |
| 이와미야마토 중계소 | 石見大和 | 86.9MHz | 3W   |
| 하스미 중계소       | 羽須美   | 87.3MHz | 1W   |
| 오키 중계소         | 隠岐     | 82.7MHz | 100W |
| 모지가세 중계소     | 用瀬     | 77.2MHz | 100W |
| 지즈 중계소         | 智頭     | 83.4MHz | 3W   |

## 돗토리현·시마네현에 있는 다른 텔레비전·라디오 방송국
- NHK 돗토리 방송국
- NHK 마쓰에 방송국
- 니혼카이 TV(NKT)(니혼 TV 계열)
- 산인 방송(BSS)(TV는 도쿄 방송 계열, 라디오는 JRN・NRN 계열)
- 산인 중앙 TV 방송(TSK)(후지 TV 계열)